# إريك دي بيك
إريك دي بيك هو منافس ألعاب قوى بلجيكي، ولد في 6 يونيو 1951 في Merelbeke ‏ في بلجيكا.

## وصلات خارجية
- إريك دي بيك على موقع الاتحاد الدولي لألعاب القوى (الإنجليزية)